# Estació d'Alcanyís
L'estació d'Alcanyís va ser una estació ferroviària situada en el municipi espanyol d'Alcanyís, a la província de Terol, a la comarca del Baix Aragó. L'estació, pertanyent al ferrocarril del Val de Zafan, va estar operativa entre 1895 i 1973. Després del seu tancament les instal·lacions van quedar abandonades i en l'actualitat sols es manté l'edifici de viatgers, que es troba en mal estat de conservació

## Història

### Primers anys
Durant l'últim terç del segle xix es va plantejar la construcció de l'anomenat ferrocarril del Val de Zafan, que havia d'unir el Baix Aragó amb el port de La Ràpita. Seria la Companyia del Ferrocarril de Saragossa al Mediterrani la que iniciï aquest projecte, inaugurant-se el 3 d'agost de 1895 el tram La Pobla d'Híjar-Alcanyís, de 32 km. En aquell moment encara no es trobaven finalitzades les instal·lacions d'Alcanyís, que havien d'acollir una estació de viatgers i uns tallers, entre altres elements.
No obstant això, els mals resultats de l'explotació de la línia fèrria van posar a la companyia propietària en una difícil situació econòmica, havent de, finalment, declarar-se en suspensió de pagaments. Les condicions en què es trobaven les instal·lacions i el material rodant eren tan lamentables que van haver de suspendre's els serveis, per la qual cosa el 1899 l'Estat va resoldre la situació i va confiscar la línia i les instal·lacions ferroviàries. Encara que es restablirien els serveis ferroviaris entre La Pobla d'Híjar i Alcanyís, l'Estat no va mostrar interès a continuar la construcció de la línia fèrria. A causa d'això, Alcanyís va ser una estació terme durant molts anys.

### Sota gestió estatal
En la dècada de 1920 es va reprendre la construcció de la secció compresa entre Alcanyís i Tortosa. La Guerra Civil va fer que s'acceleressin les obres i al juny de 1938 ja es trobava en servei el tram comprès entre Alcanyís i el Pinell de Brai, el ferrocarril va arribar fins a Bot. Durant el transcurs de la batalla de l'Ebre des d'Alcanyís van partir nombrosos combois militars amb destinació al front, portant tant tropes com subministraments. El 1941, amb la nacionalització de la xarxa ferroviària espanyola d'ample ibèric, l'estació va passar a les mans de l'acabada de crear RENFE. El tram fins a Tortosa va ser completat el setembre de 1941 i el traçat va entrar en servei l'any següent. Durant algun temps va estar previst que Alcanyís es convertís en un nus de comunicacions amb la construcció del ferrocarril Baeza-Saint Girons, de caràcter transversal. Encara que es van arribar a fer diversos treballs (túnels, ponts, viaductes, estació i gran part de l'esplanació) en la secció Terol-Alcanyís, el ferrocarril mai arribaria a ser completat i va quedar en projecte fallit.
El 1973 la línia Pobla d'Híjar-Tortosa va ser clausurada al trànsit per RENFE, sent aixecades les vies de la secció Pobla d'Híjar-Alcanyís el 1985. Després de la seva clausura, l'estació i totes les instal·lacions ferroviàries van deixar de prestar servei i van quedar abandonades. En l'actualitat sols es manté intacte l'edifici de viatgers, encara que en mal estat de conservació.

## Característiques
Alcanyís constituïa una de les principals estacions de la línia La Pobla d'Híjar-Tortosa, a l'ésser el segon municipi per població de la província. El complex ferroviari va arribar a comptar amb nombroses instal·lacions: un edifici de viatgers, moll de mercaderies, dipòsits d'aigua, tallers, un dipòsit de locomotores i una platja de vies de grandària considerable. L'edifici de viatgers està basat en un projecte de l'enginyer Hermenegildo Gorría, amb data de 1891, si bé aquest seria modificat el 1894.